# Cyprinodontiformes
Cyprinodontiformes é uma ordem de peixes actinopterígeos, também chamados Microcyprini. São na sua grande maioria, peixes pequenos e de água doce, embora o grupo esteja presente em todos os ambientes aquáticos. Estão proximamente relacionados com a ordem Atheriniformes e são algumas vezes incluídos nesta. O grupo divergiu da ordem Beloniformes no início do Terciário.
Os ciprinodontiformes caracterizam-se pela presença de canais e poros da linha lateral na cabeça, enquanto que no resto do corpo este órgão está pouco desenvolvido. O grupo apresenta em geral forte dimorfismo sexual, sendo os macho mais coloridos que as fêmeas. Muitas espécies de ciprinodontiformes são populares em aquariofilia.

## Famílias
- Anablepidae
- Aplocheilidae
- Cyprinodontidae
- Fundulidae
- Goodeidae
- Poeciliidae
- Profundulidae
- Rivulidae
- Valenciidae